# Мюнстер, Георг Герберт
Мюнстер Георг-Герберт (нем. Georg Herbert zu Münster, барон фон Гроттгауз 1820—1902) — германский дипломат, политический деятель, сын Эрнста-Фридриха Мюнстера, граф, с 1899 года — князь.
В 1856—1864 гг. был ганноверским посланником в Петербурге. В 1866 г. Мюнстер внезапно сделался решительным защитником Пруссии, чем подготовил себе блестящую карьеру в объединенной Германии.
После присоединения Ганновера к Пруссии Мюнстер выпустил несколько исторических исследований, политических памфлетов и свои мемуары; все эти книги должны были объяснить его образ действий в 1866 г.
Важнейшие из них:
- «Politische Skizzen über die Lage Europas vom Wiener Congreß bis zur Gegenwart» (Лейпциг, 1815-1867),
- «Mein Antheil an den Ereignissen des Jahres 1866 in Hannover» (Ганновер, 1868),
- «Der Norddeutsche Bund und dessen Uebergang zu einem deutschen Reiche» (2 изд., Лейпциг, 1868),
- «Das Deutsche Reich» (Берлин, 1870).

В 1867 Мюнстер назначен наследственным членом прусской палаты господ, в том же году избран депутатом в северогерманский, позже — в германский рейхстаг.
В 1873 г. назначен посланником в Лондон, в 1885 г. в Париж.
В 1900 вышел в отставку, получив титул князя нем. Münster von Derneburg.
Был женат на княжне Александре Михайловне Голицыной, правнучке генералиссимуса А. В. Суворова.